# Alfons Weber (Mediziner, 1904)

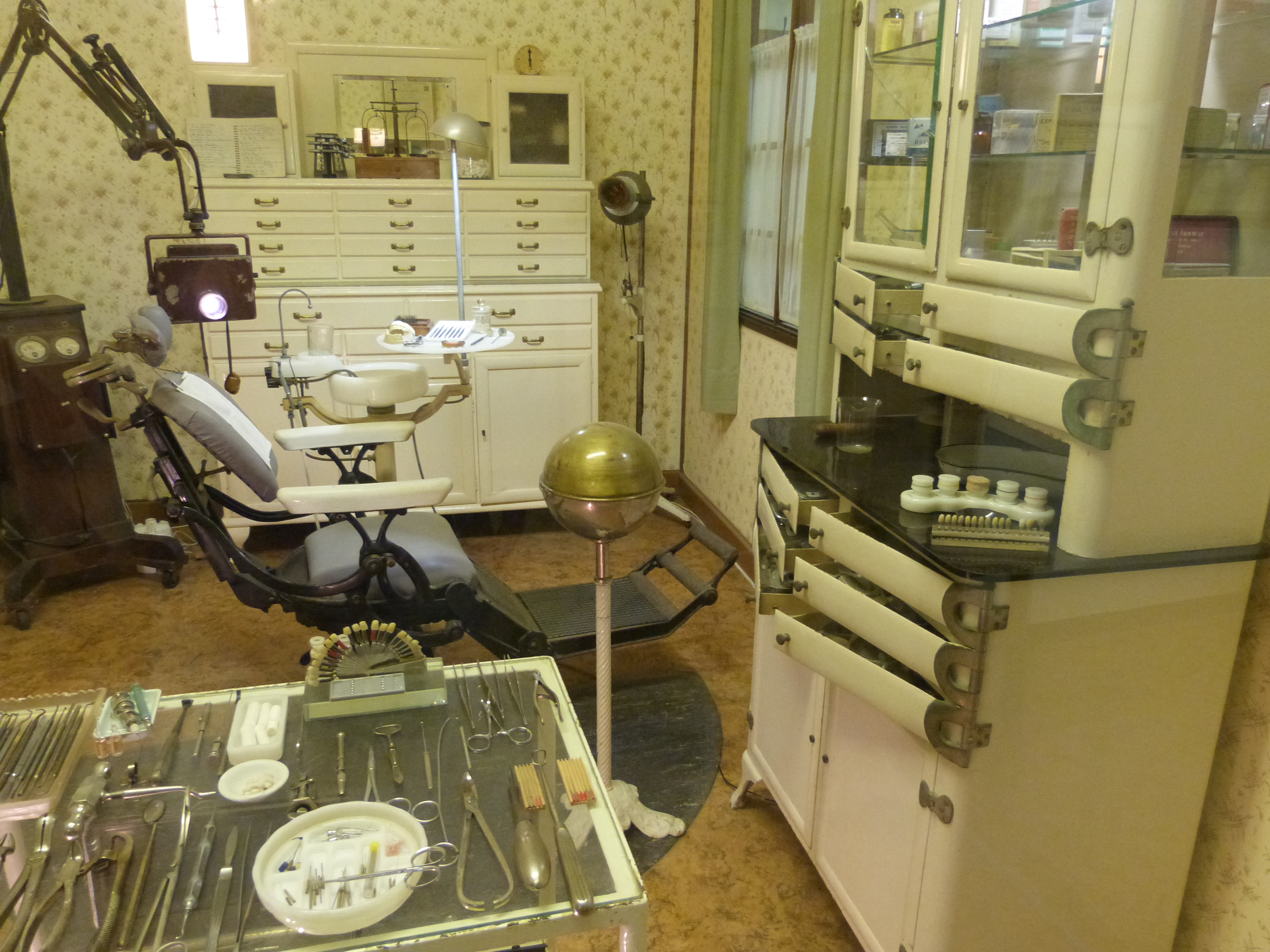
Die historische Zahnarztpraxis von Weber ist im Swakopmund Museum ausgestellt

Alfons Maria Weber (* 1904 in München; † 1984 in Swakopmund) war ein deutsch-südwestafrikanischer Doktor der Zahnmedizin und Mäzen in Swakopmund. Er war Gründer des Swakopmund Museum und der Sam-Cohen-Bibliothek sowie Gründungsmitglied der Wissenschaftlichen Gesellschaft Swakopmund.
Weber wanderte 1931 im Alter von 27 Jahren von München nach Südwestafrika, dem heutigen Namibia, aus. Dort eröffnete er seine Zahnarztpraxis, wobei er aufgrund der geringen Einwohnerzahl von Swakopmund viele Geschäftsreisen ins Landesinnere unternehmen musste. Er zeigte großes Interesse an seinem Land und begann frühzeitig Bücher, Karten und Haushaltsgegenstände zu sammeln. Teilweise soll er die Gegenstände auch für Behandlung anstelle von Bargeld angenommen haben.
Weber arbeitete und wohnte jahrelang im Weber-Gebäude der Küstenstadt. Er war eng mit Ferdinand Stich befreundet und viele Jahre lang Vorsitzender des SWA National Monuments Council.
Nach Weber ist eine Straße im Swakopmunder Stadtviertel Kramersdorf benannt. Sein Lebenswerk wird in der Alfons Weber Foundation fortgeführt, bis 2004 von seinem Sohn Michael Weber geleitet.